# Емонтаево
Емонтаево — деревня в Исилькульском районе Омской области России. Входит в состав Первотаровского казачьего сельского поселения.

## География
Деревня находится в юго-западной части Омской области, в лесостепной зоне, в пределах Ишимской равнины, вблизи государственной границы с Казахстаном, на северном берегу одноимённого озера. Абсолютная высота — 130 м над уровнем моря.

### Часовой пояс
Деревня Емонтаево, как и вся Омская область, находится в часовой зоне МСК+3. Смещение применяемого времени относительно UTC составляет +6:00.

## Население
| 2002 | 2010 |
| ---- | ---- |
| 190  | ↘135 |

Гендерный состав
По данным Всероссийской переписи населения 2010 года, в гендерной структуре населения мужчины составляли 58,5 %, женщины — соответственно 41,5 %.
Национальный состав
Согласно результатам переписи 2002 года, в национальной структуре населения русские составляли 74 %.

## Улицы
Уличная сеть деревни состоит из одной улицы (ул. Лесная).